# Mladí průkopníci
Mladí průkopníci (též Rudí průkopníci) byla dětská organizace meziválečné Komunistické strany Československa založená v roce 1922 podle vzoru SSSR. Rudí průkopníci (později pionýři) nebo Spartakovi skauti práce byly organicky napojeny na Komunistický svaz mládeže. Dětskému hnutí Rudých Průkopníků byl určen časopis Kohoutek, který po úředním zastavení v roce 1929 nahradila dětská příloha v Rozsévačce (původně vydávaném pod názvem Komunistka). V rámci reorganizace Rudých průkopníků roku 1931 vznikl tzv. Svaz pro proletářské dítě. Největší organizační změnou byla transformace mládežnického hnutí při KSČ na tzv. Svaz mladých, jehož činnost byla zastavena 16. listopadu 1938 v rámci podzimní likvidační akce komunistických spolků.

## Historie
Meziválečná Komunistická strana Československa kladla velký důraz na organizaci mládeže včetně dětí. Z jejího popudu a po vzoru sovětského Komsomolu začala vytvářet levicově zaměřené organizace dětí a mládeže. Jednou z nich byli od roku 1922 Mladí průkopníci, jejichž vedení bylo svěřeno československému Komsomolu. Později získali přezdívku Rudí průkopníci či Rudí pionýři. Velice blízko dětskému hnutí stál rudý skauting (Skauti práce, Spartakovi skauti), na mládež cílila i Federace proletářské tělovýchovy (FDTJ, později FPT).
Oddíly Rudých průkopníků byly řízeny podle usnesení sjezdů KSČ a V. sjezdu Komsomolu v roce 1925. Byly přijaty její závazné dokumenty (Zákony, Obyčeje), které zvýrazňovaly proletářský charakter a potřebu třídního boje. Z dětí byli vychováváni budoucí komunisté, tyto děti se zúčastňovaly prvomájových a obdobných demonstrací.
Organizace Mladých průkopníků vytvářela oddíly dětí ve věku 10 až 14 let. Od roku 1927 byly pořádány dětské stanové tábory v Soběslavi, Týně nad Vltavou a Soběšíně.
Rozdělov v MDT. Dne 2. června konal se v Libušíně na cvičišti JPT (Jednoty proletářské tělovýchovy) Mezinárodní dětský týden. Byl zahájen průvodem dětí. Šlo se přes Libušín. V průvodu bylo přítomno 115 dětí. Za průkopníky na táboru promluvil soudruh K. o významu dětského hnutí a důležitosti MDT. Jeho řeč byla přijata s bouřlivým potleskem. Pak předvedli Rudí průkopníci z Kladna a Rozdělova několik scén a recitací. Pak schválena resoluce Rudých průkopníků a za zpěvu »Buď připraven!« byl ukončen MDT. Máňa, Kladno.
Dělnická rovnost: deník Komunistické strany Československa (sekce III. internacionály), 16.06.1929
V roce 1931 bylo s Mladými průkopníky spojeno Kuratorium pro péči o proletářské děti a tato organizace se pojmenovala Svaz pro péči o proletářské děti. Oddíly Mladých průkopníků působily uvnitř ní. V roce 1933 měla organizace 3300 členů. Oddíly Mladých průkopníků se členily územně v souladu s politickosprávní strukturou ČSR. V českých zemích se hlavní jádro hnutí soustředilo v Pražském a Brněnském kraji a v severních Čechách, kde se vedle českých oddílů nacházely i oddíly německé. Na Slovensku se činnost MP soustředila zejména ve městech: Bratislava, Košice, Kežmarok, Poprad, Galanta, Šamorín, Zvolen, Rožňava a Lučenec.
Bratislava, 12. dubna 1932. (Telefonická zpráva.) — Okresní úřad ve Staré Ďale vydal na základě nařízení uherského ministerstva vnitra z roku 1875 výměr, kterým se zastavuje činnost všech ilegálních organisací, jež jsou složkami komunistické strany. Těmito složkami jsou: Aktivy strany, všechny akční výbory (akční výbory nezaměstnaných, solidarity, jednoty atd.), kroužky přátel SSSR, pořadatelské sbory, antifašistické organisace, Modré blůzy, mladé gardy, rudí průkopnici a všechna volná sdružení.
Dělnická rovnost: deník Komunistické strany Československa (sekce III. internacionály), 14.04.1932
V roce 1936 byly založeny zastřešující levicové organizace, v Čechách Svaz mladých a na Slovensku Svaz slovenské mládeže. Obě byly úředně rozpuštěny v roce 1938 a tím zanikly i oddíly Mladých (rudých) průkopníků.